# Polaveno
Polaveno (Pohlàen en dialecto bresciano) es una localidad de la provincia de Brescia, en la región de Lombardía, en el norte de Italia. Según los datos de 2009, había 2.696 habitantes censados. Se trata de un centro artesanal en un área de situada entre Val Trompia y el Lago de Iseo, en el corazón de la comarca vitivinícola de Franciacorta.
La iglesia parroquial de Polaveno data del siglo XV. También cabe destacar el santuario de Santa María del Giogo, convento y hospicio de los monjes benedictinos de la abadía de Rodengo.

## Evolución demográfica
| Gráfica de evolución demográfica de Polaveno entre 1861 y 2001 |
|                                                                |
| Fuente ISTAT - elaboración gráfica de Wikipedia                |